# Ерстал
Ерстал (на френски: Herstal) е община в Източна Белгия, провинция Лиеж на регион Валония. Разположена е около реката Маас.

## История

### Меровингско и каролингско владичество
Районът е населен от петото хилядолетие преди Христа. Към края на античния римски период и в началото на франкското управление тук е построена крепост, наречена Херистал. Главен търговски път преминава покрай нея, а Маас се пресича с транспортни лодки на път за селището Жупий.
През 7 век Пипин от Ерстал става майордом на Австразия и основава могъщата династия на Каролингите. Смята се, че тук е роден и Карл Велики. През този период се смята, че Ерстал е главен град на Франкското кралство, преди Карл велики да установи столицата си в Аахен.

### Късно Средновековие и до днес
Градът е включван в състава на херцогствата Долна Лотарингия и Брабант. Въпреки близостта си с градът Лиеж районът на Ерстал не е част от Лиежкото епископство до 1740 г., когато принц-епископа Жорж-Луи де Берг го закупува от владетеля на Прусия Фридрих II.
През 19 век Ерстал става център на металургията с построената там оръжейна фабрика (Fabrique Nationale de Herstal). През 1914 в самото начало на Първата световна войнае завладян от германски войски.

## Икономика
В Ерстал се намира световноизвестния производител на оръжие Fabrique Nationale de Herstal. Днес в Ерстал работят компании, произвеждащи продукция за европейската космическа програма Ариана.